# Flughafen Castellet

i7
i11
i13

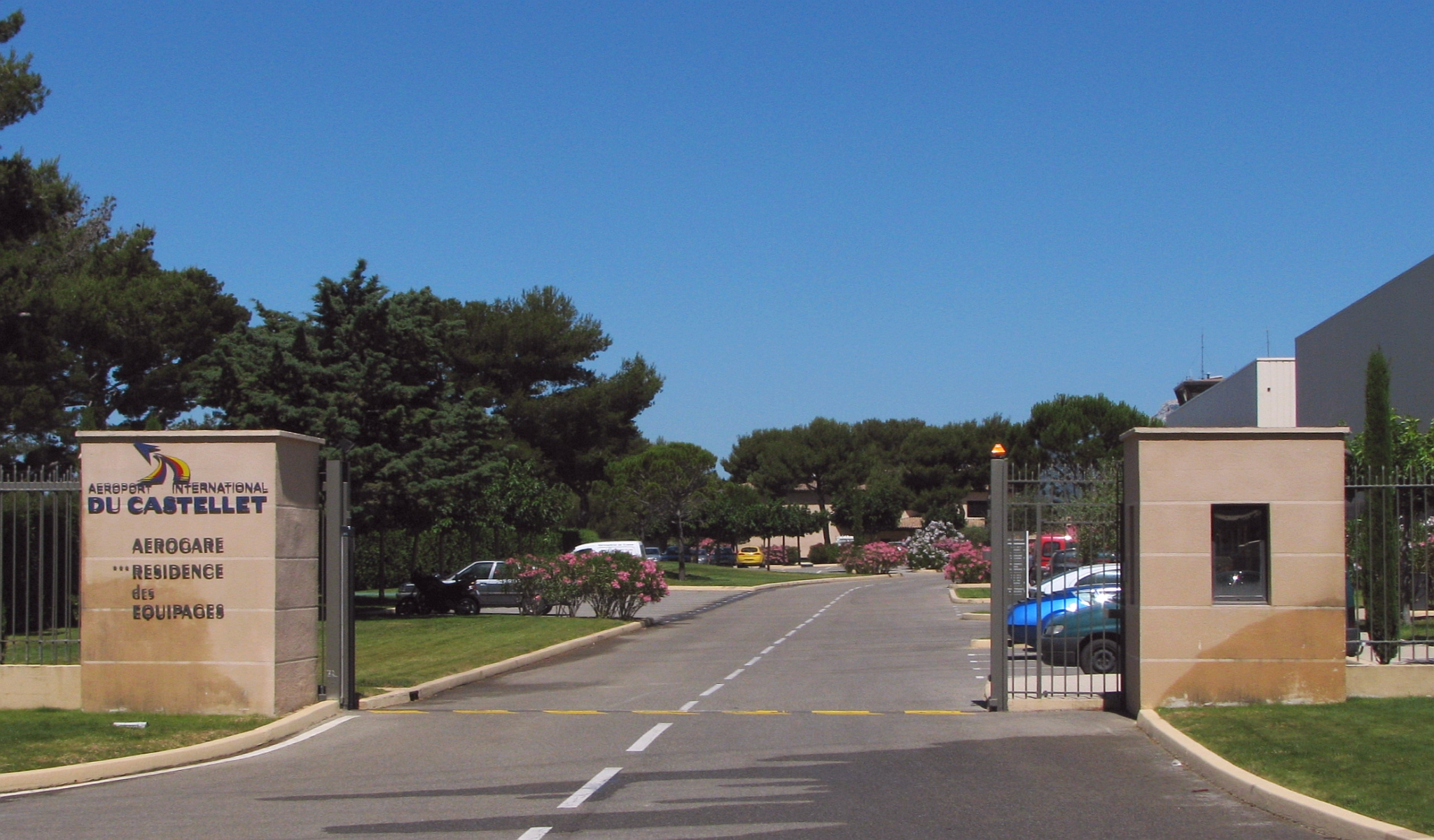
Einfahrt Aeroport International du Castellet

Der Flughafen International du Castellet ist ein Verkehrslandeplatz nahe der Gemeinde Le Castellet nordöstlich der Stadt Toulon im Departement Var (Region Provence-Alpes-Côte d’Azur) in Frankreich. Betreiber ist die Gesellschaft Aéroport International du Castellet.
Der Flughafen liegt in unmittelbarer Nähe der Rennstrecke Circuit Paul Ricard (entstanden im Jahr 1970), die seit dem Jahr 2001 unter dem Namen „Paul Ricard High Tech Test Track“ (Abk. „Paul Ricard HTTT“) betrieben wird.
Im Komplex Flughafen/Rennstrecke ist die Farbgebung für Bauwerke (Ausnahme: Hangars, Werkstätten etc.) nach französischen Vorschriften mediterran-pastellfarben vereinheitlicht worden.

## Geschichte
Die Geschichte des Standortes als Flugplatz geht auf das Jahr 1962 zurück, in welchem ein privater Flugplatz mit einer Start- und Landebahn von 1000 m Länge entstand.
Die für die Anfänge des Flugplatzes beachtliche Länge der Landebahn erlaubte mangels anderer technischer Ausrüstungen seinerzeit jedoch nur einen Betrieb unter Sichtflug-Bedingungen. Die damalige Infrastruktur in der Umgebung (keine größeren Industrieansiedlungen und geringes Verkehrsaufkommen) schien für einen weiteren technischen Ausbau nicht hinreichend.
Erst parallel zur Entstehung der Rennstrecke Circuit Paul Ricard im Jahr 1970 veränderten sich auch für den Flugplatz die Betreibungsbedingungen. Aufgrund der Infrastruktur-Erfordernisse der unmittelbar nebeneinanderliegenden Komplexe „Rennstrecke“ (nördlich im Areal) und „Flughafen“ (südlich im Areal) erfolgte ein konsequenter Ausbau von Landebahn, Tower und Terminal, sowie der Hangars mit weiteren technischen Einrichtungen. So wurde die Landebahn von 1000 m Länge auf 1750 m erweitert. Gastronomie- und Übernachtungseinrichtungen kamen zum konsequenten Ausbau hinzu. Der Ausbau des Flughafens wurde zum 31. Dezember 2001 abgeschlossen.

## Flugplatzbetrieb
Der Betrieb des Flugplatzes nach Ausbau erfolgt seit 1. Januar 2002 durch Aéroport International du Castellet.
Flugbetrieb ist am Flughafen täglich 24 h möglich, jedoch unter folgenden Regelungen:
- täglich zu Winterzeiten von 9:00 bis 17:00 Uhr
- täglich zu Sommerzeiten von 9:00 bis 18:00 Uhr

der 24-h-Flugbetriebsservice allerdings nur auf vorherige Anfrage und zu besonderen Bedingungen.
Die Flugbetriebsbeschränkung auf Sichtflugbedingungen ist entfallen, radio-controlled ist möglich.

## Flugplatzgelände
Der Flughafen befindet sich auf einem 1.000 Hektar großen Areal für den Flughafen- und Rennstrecken-Komplex. Der Ausbau geht auf eine Initiative des französischen Unternehmers Paul Ricard zurück. Seit dem Ausbau verfügt der Flugplatz über eine Hard-Surface-Startbahn von 1.750 m × 30 m und einen neuen Tower. Es stehen heute ein Terminal und fünf Hangars zur Verfügung. Betankungsmöglichkeiten für Treibstoffe AVGAS (100 LL) und JET A1 sind gegeben, sowohl über Tankstelle als auch Tankfahrzeug.

## Search and Rescue (SAR)
Aus Gründen der Luftrettung und der Brandbekämpfung Search and Rescue (SAR) in der brandgefährdeten südfranzösischen Region sind am Flughafen immer wieder Rettungs- und Einsatzhubschrauber anzutreffen.

## Hubschraubereinsatz
Der Hubschraubereinsatz ist nicht limitiert. Vor Ort befindet sich die SkyGroup Helicopters, die Sky Maintenance Services für Agusta und Eurocopter ebenso anbietet, wie verschiedene Hubschrauberflüge und Flugausbildung.

## Galerie

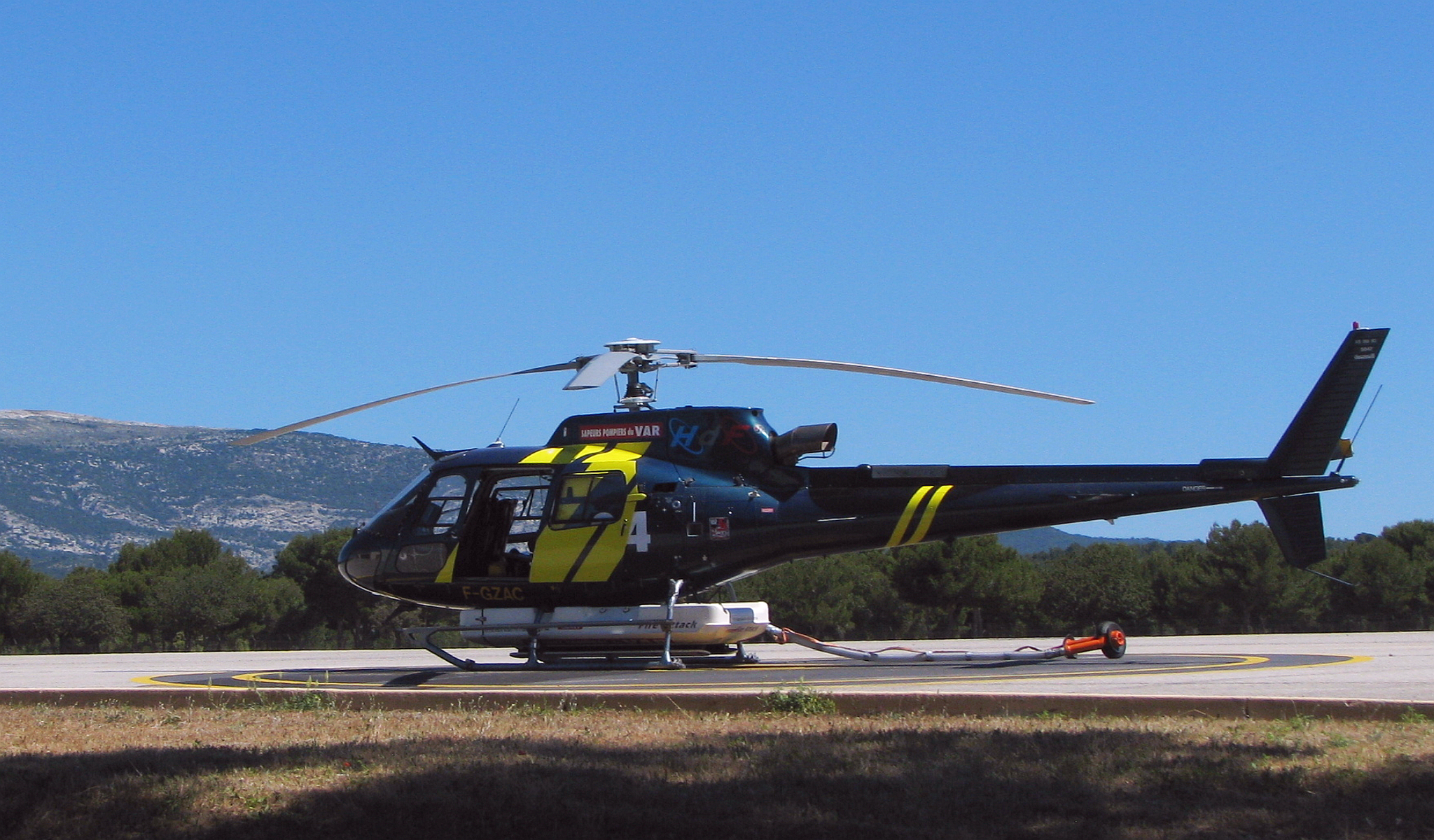
Hélicoptère d'Eau Löschhubschrauber Eurocopter AS 350B3 am Flughafen Castellet
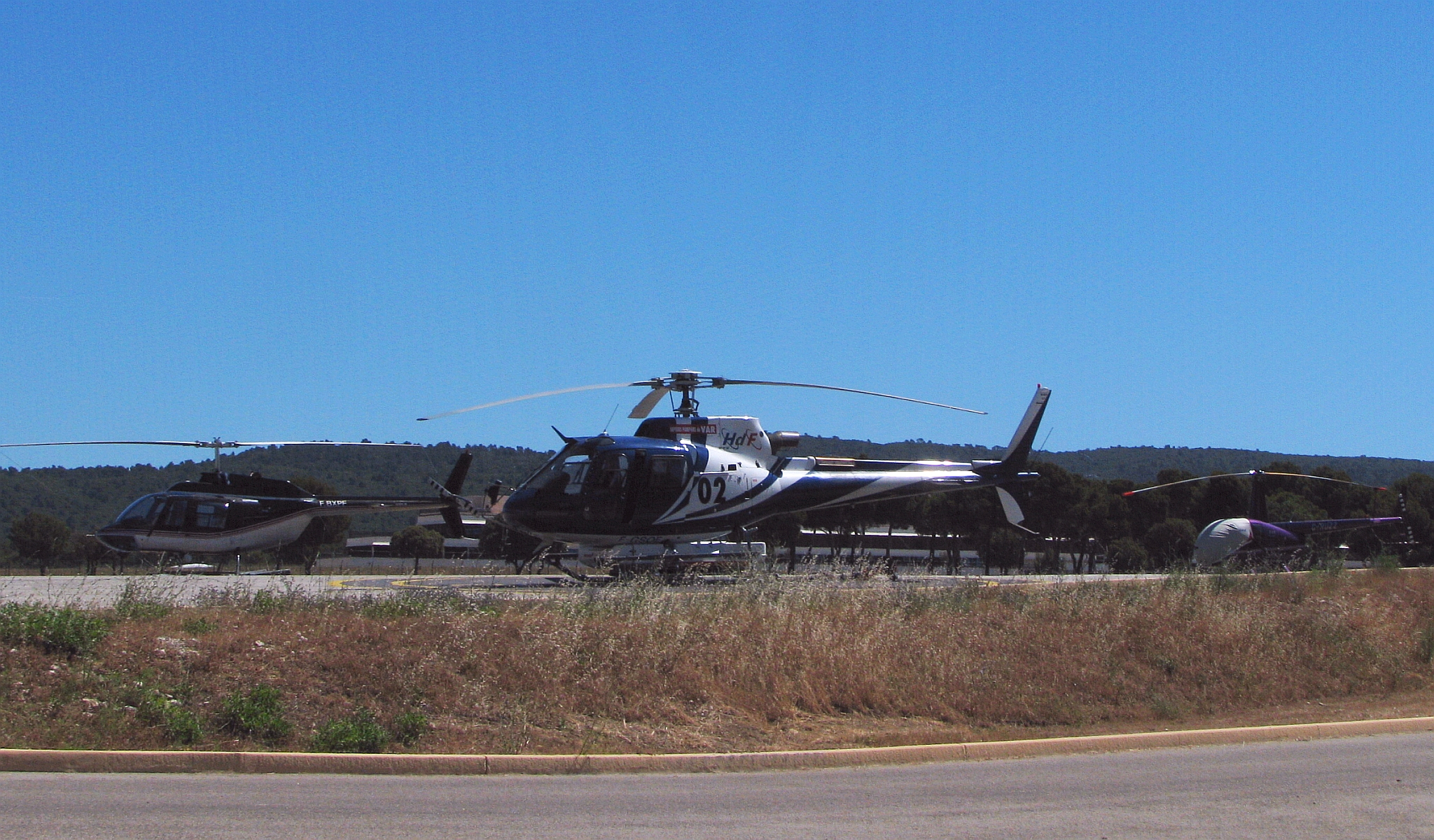
Parking Position für Hubschrauber am Flughafen Le Castellet
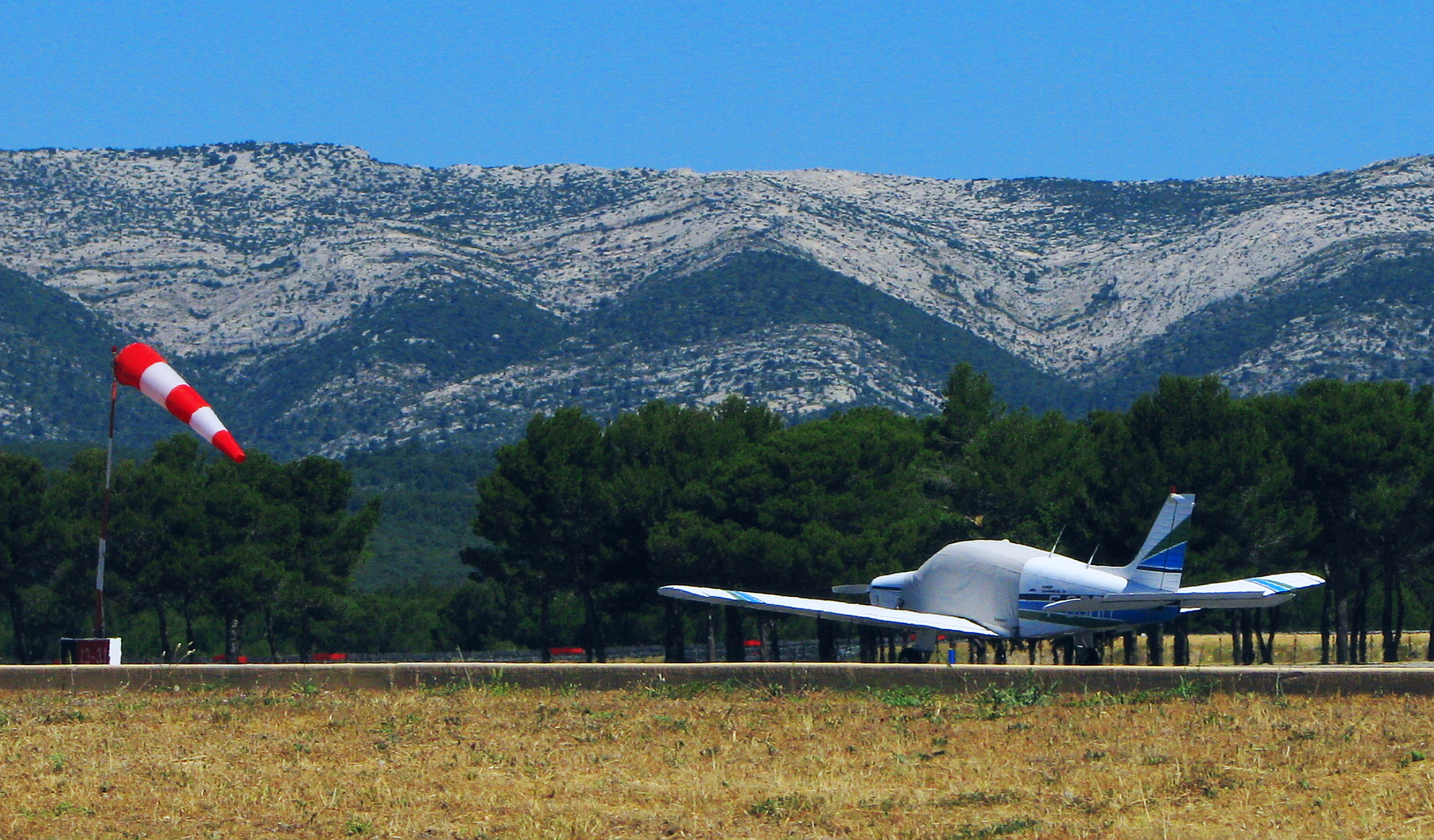
Parking Position Kleinflugzeuge am Flughafen Le Castellet

## Gastronomie und Übernachtung
Restaurant und Hotel sind in Flughafennähe vorhanden. Übernachtungen sind nach Voranmeldung möglich.